# Урбанович Христофор-Кипріян
Урбанович Христофор-Кипріян (помер 1739) — військовий діяч, польський або за іншими джерелами білоруський шляхтич, полковник, пізніше генерал на шведській, пізніше російській службі.

## Життєпис
З 1697 і до смерті королі в 1718 на службі Карла XII. В 1713 під час оборони королівського будинку під Калабликом в чині полковника був єдиним поляком, що лишився з королем й обороняв його від яничар (за іншими даними це був Грудзинський). З 1719 генерал-майор, комендант Стокгольма. В 1724 або за іншими джерелами в 1725 перейшов на російську службу як генерал-майор, пізніше — генерал-лейтенант (1727).